# Coenotephria bellissima
Coenotephria bellissima là một loài bướm đêm trong họ Geometridae.